# Budylka
Budylka (ukrainisch Будилка; russisch Будилка Budilka) ist ein Dorf in der ukrainischen Oblast Sumy mit etwa 2000 Einwohnern (2001).
Das in den 1730er Jahren gegründete Dorf liegt am Ufer der Budylka (Будилка), einem 16 km langen, linken Nebenfluss des Psel, 12 km südwestlich vom ehemaligen Rajonzentrum Lebedyn und 62 km südwestlich vom Oblastzentrum Sumy.
Durch das Dorf verläuft die Territorialstraße T–19–06.
Am 12. Juni 2020 wurde das Dorf ein Teil der neugegründeten Stadtgemeinde Lebedyn, bis dahin bildete es zusammen mit den Dörfern Dremljuhy (Дремлюги), Harbari (Гарбарі), Hrabzi (Грабці), Kulytschka (Куличка), Selyschtsche (Селище), Sofijiwka (Софіївка) und Tschernezke (Чернецьке) die gleichnamige Landratsgemeinde Budylka (Будильська сільська рада/Budylska silska rada) im Süden des Rajons Lebedyn.
Am 17. Juli 2020 kam es im Zuge einer großen Rajonsreform zum Anschluss des Rajonsgebietes an den Rajon Sumy.